# دریاچه تانجئوم

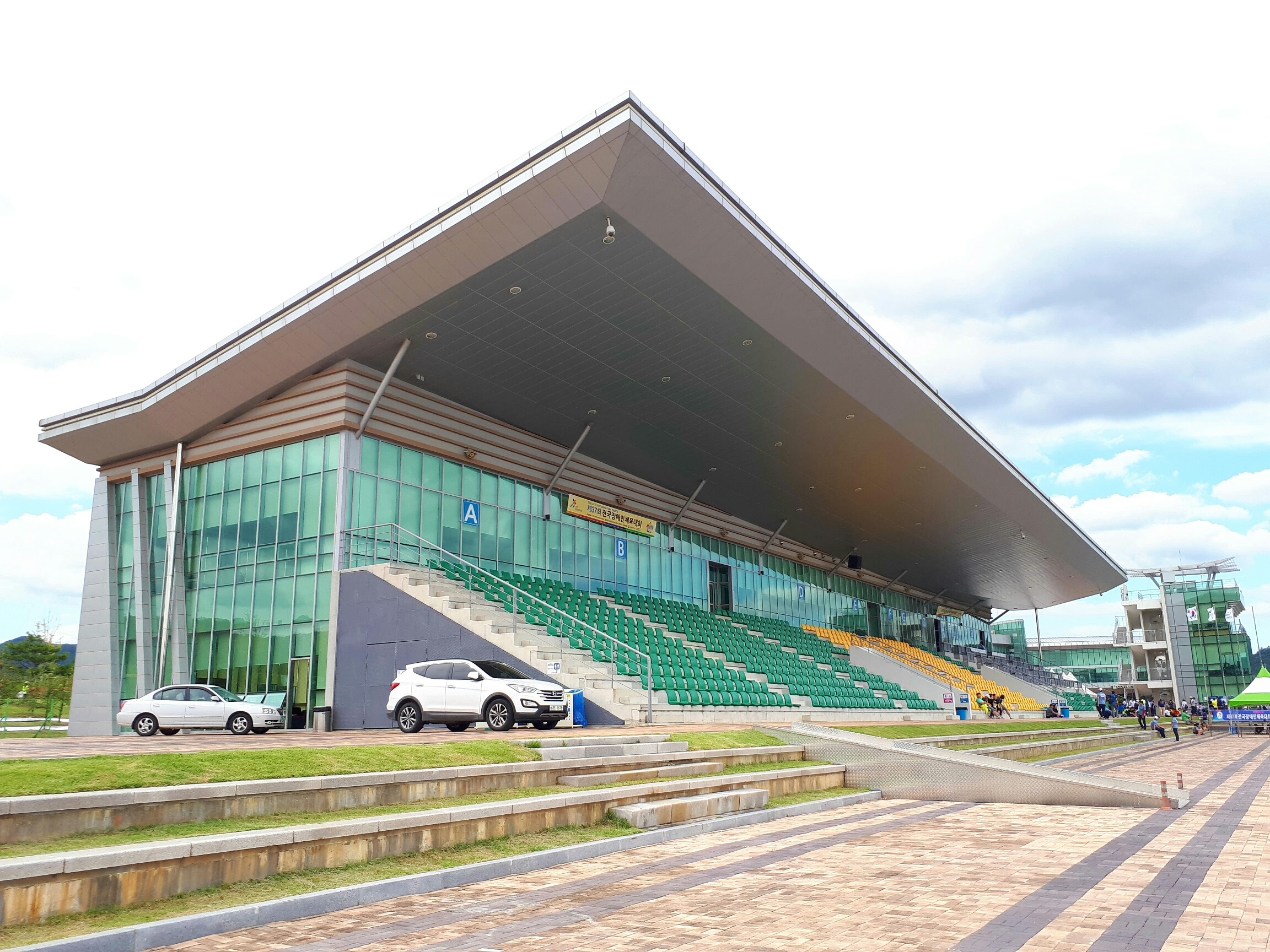
مرکز بین‌المللی روئینگ دریاچه تانجئوم

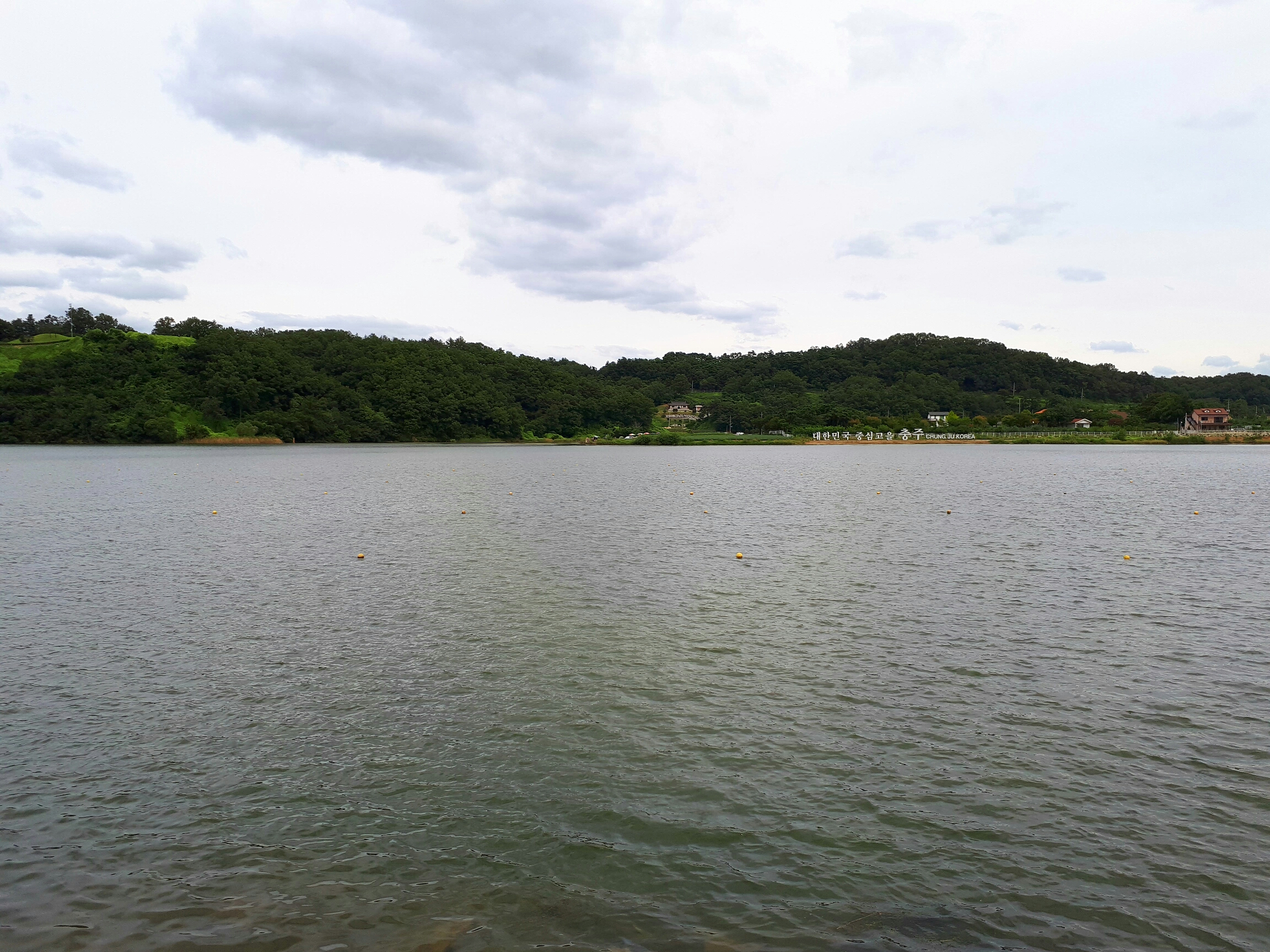
دریاچه تانجئوم

دریاچه تانجئوم (انگلیسی: Tangeum Lake) یک مخزن سد (دریاچه مصنوعی) در چونگجو در کره جنوبی است.
دریاچه بین سد چونگجو و سد دیگری که جریان آن را تنظیم می‌کند، قرار دارد.این دریاچه با جاده‌هایی با چشم‌انداز خوب احاطه شده‌است. در هر ماه اوت، ورزش‌های آبی و اجراهای فرهنگی در صحن کنار رودخانه نزدیک دریاچه برگزار می‌شود. همچنین در اینجا امکاناتی برای افراد علاقه‌مند به پرنده‌نگری فراهم می‌باشد.
این دریاچه میزبان مسابقات قهرمانی روئینگ جهان ۲۰۱۳ و مسابقات قهرمانی روئینگ آسیا ۲۰۱۹ بود.